# Atholl Highlanders

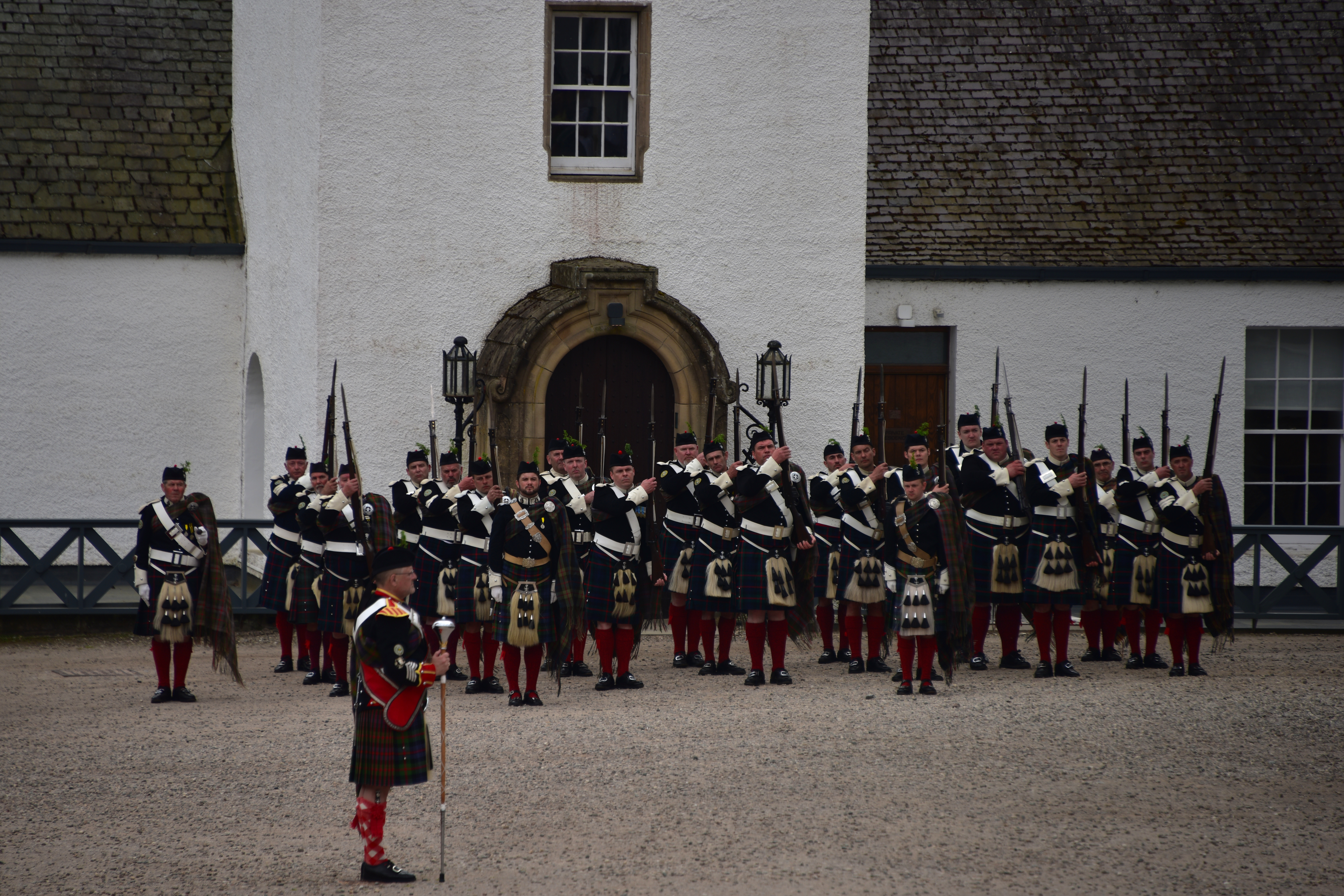
Inspection des Atholl Highlanders le 27 mai 2017.

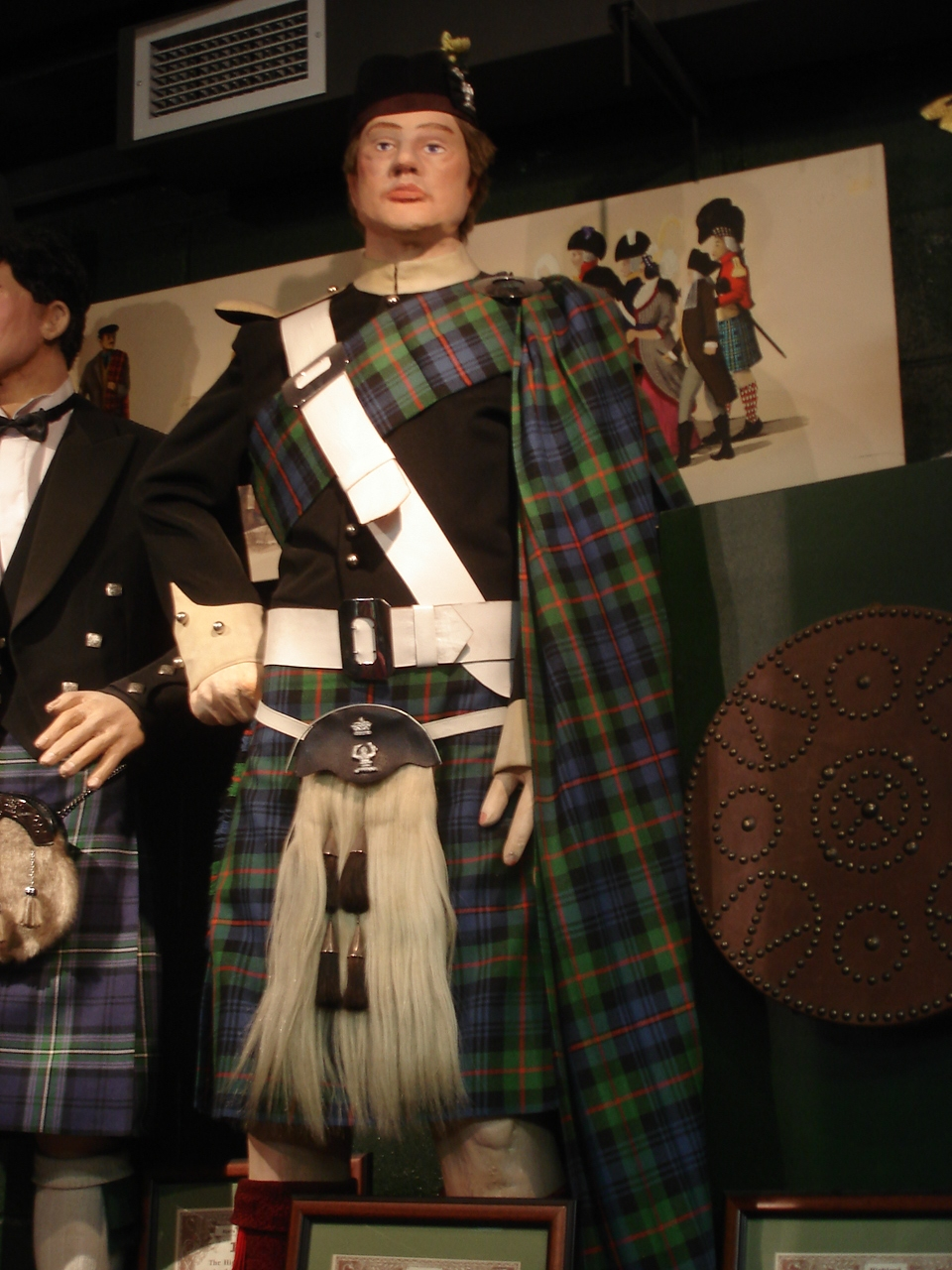
Uniforme d'un Atholl Highlanders sur un mannequin.

Les Atholl Highlanders constituent un régiment d'infanterie écossais. Basé à Blair Atholl dans l'Atholl, le régiment ne fait pas partie de l'armée de terre britannique. Cette unité est en effet destinée à l'usage privé du duc d'Atholl, ce qui en fait le seul régiment privé en Europe.

## Histoire
L'histoire de cette unité remonte à 1839, quand le 6e duc d'Atholl décida de mettre sur pied une petite unité pour sa garde personnelle. Mais ce n'est qu'en 1845 que la reine Victoria alors en visite au château de Blair, après avoir été protégée à deux occasions par les Atholl Highlanders lors de précédentes visites en Écosse, décida d'en faire une unité officielle, privée certes, mais qui, intégrée au sein du Scottish Horse (en), prit part aux deux conflits mondiaux.

## De nos jours
Cette unité d'infanterie ne compte en 2012 qu'une compagnie d'une centaine d'hommes et n’a qu'un rôle cérémonial.
Les Atholl Highlanders sont commandés à cette date par le lieutenant-colonel James Murray. Ce cousin de l'actuel duc John Murray a succédé en 2011 à Sir Blair Stewart-Wilson.